# Ekspedicija Luisa i Klarka
Ekspedicija Luisa i Klarka od maja 1804. do septembra 1806, poznata i kao ekspedicija korpusa otkrića, bila je prva američka ekspedicija koja je prešla zapadni deo Sjedinjenih Država.  Ona je počela u Pitsburgu, Pensilvanija, kretala se prema zapadu i prošla kroz kontinentalno razvođe Amerike kako bi stigla do obale Pacifika. Korpus otkrića je bila izabrana grupa dobrovoljaca američke vojske pod komandom kapetana Merivedera Luisa i njegovog bliskog prijatelja, potpukovnika Vilijama Klarka.
Predsednik Tomas Džeferson naredio je ekspediciju ubrzo nakon kupovine Luizijane 1803. godine, kako bi se istražila i mapirala novostečena teritorija, pronašla praktična ruta preko zapadne polovine kontinenta, i uspostavilo američko prisustvo na ovoj teritoriji pre nego što Britanija i druge evropske sile pokušaju da se uspostave. Sekundarni ciljevi kampanje bili su naučni i ekonomski: proučavanje biljnog, životinjskog sveta i geografije na tom području, i uspostaviti trgovinu sa lokalnim američkim indijanskim plemenima. Ekspedicija se vratila u Sent Luis i predala izveštaj o svojim otkrićima Džefersonu, sa kartama, skicama i žurnalima u ruci.

## Literatura
- Allen, Paul (1902). History of the expedition under the command of Captains Lewis and Clark, Vol I. Toranto, George N. Morang & Co. Ltd.
- —— (1902). History of the expedition under the command of Captains Lewis and Clark, Vol II. Toranto, George N. Morang & Co. Ltd.
- —— (1902). History of the expedition under the command of Captains Lewis and Clark, Vol III. Toranto, George N. Morang & Co. Ltd.
- Ambrose, Stephen E. (1996). Undaunted Courage: Meriwether Lewis, Thomas Jefferson, and the Opening of the American West. Simon and Schuster, New York. стр. 511. ISBN 9780684811079.
- Bennett, George D. (2002). The United States Army: Issues, Background and Bibliography. Nova Publishers. стр. 229. ISBN 9781590333006.
- Bergon, Frank (1989). The Journals of Lewis and Clark. Penguin Classics, New York.  9780142437360.
- Clark, Ella E.; Edmonds, Margot (1983). Sacagawea of the Lewis and Clark Expedition. University of California Press. стр. 184. ISBN 9780520050600.
- Cutright, Paul Russell (2000). Contributions of Philadelphia to Lewis and Clark History. Lewis and Clark Trail Heritage Foundation. стр. 47. ISBN 9780967888705.
- DeVoto, Bernard Augustine (1997) [1953]. The Journals of Lewis and Clark. Houghton Mifflin Company. стр. 504.  978-0-395-08380-2.
- —— (1998). The Course of Empire. Houghton Mifflin Harcourt. стр. 647. ISBN 9780395924983.
- Fenelon, James; Defender-Wilson, Mary Louise (1985). „Voyage of Domination, "Purchase" as Conquest, Sakakawea for Savagery: Distorted Icons from Misrepresentations of the Lewis and Clark Expedition”. Wicazo Sa Review. University of Minnesota Press. 19 (1): Wicazo Sa Review, 85—104. JSTOR 1409488. doi:10.1353/wic.2004.0006.
- Fresonke, Kris; Spence, Mark (2004). Lewis and Clark. University of California Press. стр. 290. ISBN 9780520228399.
- Fritz, Harry W. (2004). The Lewis and Clark Expedition. Greenwood Publishing Group. стр. 143. ISBN 978-0-313-31661-6.
- Furtwangler, Albert (1993). Acts of discovery: visions of America in the Lewis and Clark journals. University of Illinois Press. ISBN 978-0-252-06306-0.
- Gass, Patrick; MacGregor, Carol Lynn (1807). The Journals of Patrick Gass: Member of the Lewis and Clark Expedition. Mountain Press Publishing. стр. 447. ISBN 9780878423514.
- Gray, Edward (2004). „Visions of Another Empire: John Ledyard, an American Traveler across the Russian Empire, 1787–1788”. Journal of the Early Republic. University of Pennsylvania Press. 24 (3): 347—380. JSTOR 4141438.
- Harris, Matthew L.; Buckley, Jay H. (2012). Zebulon Pike, Thomas Jefferson, and the Opening of the American West. University of Oklahoma Press, 256 pages. ISBN 9780806188317.
- Josephy, Alvin M., Jr.; Marc, Jaffe, ур. (2006). Lewis and Clark Through Indian Eyes. Random House Digital, Inc. стр. 196. ISBN 9781400042678.
- Jackson, Donald (1993) [1981]. Thomas Jefferson & the Stony Mountains: Exploring the West from Monticello. University of Oklahoma Press. ISBN 978-0-8061-2504-6.
- Kleber, John (2001). The Encyclopedia of Louisville. University Press of Kentucky. стр. 509. ISBN 978-0-8131-2100-0.
- Lavender, David Sievert (2001). The Way to the Western Sea: Lewis and Clark Across the Continent. University of Nebraska Press. стр. 444. ISBN 9780803280038.
- Loomis, Noel M; Nasatir, Abraham P (1967). Pedro Vial and the Roads to Santa Fe. University of Oklahoma Press. ISBN 9780806111100.
- Miller, Robert J. Miller (2006). Native America, Discovered And Conquered: Thomas Jefferson, Lewis & Clark, And Manifest Destiny. Greenwood Publishing Group. стр. 240. ISBN 9780275990114.
- Peters, Arthur K. (1996). Seven trail west. Abbeville Press.  978-1-55859-782-2.
- Saindon, Robert A. (2003). Explorations Into the World of Lewis and Clark, Volume 3. Digital Scanning Inc. стр. 528. ISBN 9781582187655.
- Schwantes, Carlos (1996). The Pacific Northwest: an interpretive history. University of Nebraska Press. стр. 568. ISBN 978-0-8032-9228-4.
- Rodriguez, Junius (2002). The Louisiana Purchase: a historical and geographical encyclopedia. ABC-CLIO, Santa Barbara, California. стр. 513. ISBN 978-1-57607-188-5.
- Ronda, James P. (1984). Lewis & Clark among the Indians. University of Nebraska Press. стр. 310. ISBN 9780803289901.
- Uldrich, Jack (2004). Into the unknown: leadership lessons from Lewis & Clark's daring westward adventure. AMACOM Div American Mgmt Assn. стр. 245.  978-0-8144-0816-2.
- Woodger, Elin; Toropov, Brandon (2009). Encyclopedia of the Lewis and Clark Expedition. Infobase Publishing. стр. 438. ISBN 978-0-8160-4781-9.
- Lewis, Meriwether; Clark, William (2004). The Journals Of Lewis And Clark. Kessinger Publishing. стр. 312. ISBN 9781419167997. E'books, Full view
- Lewis, Meriwether; Clark, William; Floyd, Charles; Whitehouse, Joseph (1905). Original Journals of the Lewis and Clark Expedition, 1804-1806, V.6. Dodd, Mead & Company, New York. стр. 280.
- Lewis, Meriwether; Clark, William (2003).  Bergon, Frank, ур. The Journals of Lewis & Clark. Penguin. стр. 560. ISBN 9780142437360.
- Lewis, Meriwether; Clark, William (1815). Travels to the source of the Missouri river and across the American continent to the Pacific ocean. Performed by order of the government of the United States, in the years 1804, 1805, and 1806. By Captains Lewis and Clarke. Published from the official report, and illustrated by a map of the route, and other maps. London: Longman, Hurst, Rees, Orme & Brown.
  - „Review of Travels to the Source of the Missouri River ... ”. The Quarterly Review. 12: 317—368. januar 1815.
- Lewis, William; Clark, Clark (1903).  Hosmer, James Kendall, ур. History of the Expedition of Captain Lewis and Clark, 1804-5-6, Volume 1. A. C. McClurg & Company, Chicago. стр. 500.
- Coues, Elliott; Lewis, Meriwether; Clark, William; Jefferson, Thomas (1893). History of the expedition under the command of Lewis and Clark: Volume 1. Francis P. Harper, New York. стр. 1364.
- ——; Lewis, Meriwether; Clark, William; Jefferson, Thomas (1893). History of the expedition under the command of Lewis and Clark: Volume 2. Francis P. Harper, New York. стр. 1364.
- ——; Lewis, Meriwether; Clark, William; Jefferson, Thomas (1893). History of the expedition under the command of Lewis and Clark: Volume 3. Francis P. Harper, New York. стр. 1298.
- ——; Lewis, Meriwether; Clark, William; Jefferson, Thomas (1893). History of the expedition under the command of Lewis and Clark: Volume 4. Francis P. Harper, New York. стр. 1298.
- Jackson, Donald Dean (1962). Letters of the Lewis and Clark Expedition: with related documents, 1783-1854. University of Illinois Press (Original from the University of Virginia). стр. 728.
- Lewis, Meriwether; Clark, William (2004).  Moulton, Gary E., ур. The Definitive Journals of Lewis & Clark. University of Nebraska Press. стр. 357. ISBN 9780803280328.
- Steven E. Ambrose (1996). Undaunted Courage, Meriwether Lewis, Thomas Jefferson, and the Opening of the American West. Simon and Schuster Paperbacks.
- Bassman, John H. (2009). A Navigation Companion for the Lewis & Clark Trail. Volume 1, History, camp locations and daily summaries of expedition activities. John H. Bassman.
- Betts, Robert B. (2002). In Search of York: The Slave Who Went to the Pacific With Lewis and Clark.  978-0-87081-714-4.
- Clark, William; Lewis, Meriwether. The Journals of Lewis and Clark, 1804–1806.
- Burns, Ken (1997). Lewis & Clark: The Journey of the Corps of Discovery.  978-0-679-45450-2.
- Fenster, Julie M. (2016). Jefferson's America: The President, the Purchase, and the Explorers Who Transformed a Nation. Crown/Archetype. ISBN 978-0-3079-5654-5.
- Hayes, Derek (1999). Historical Atlas of the Pacific Northwest: Maps of Exploration and Discovery: British Columbia, Washington, Oregon, Alaska, Yukon. Sasquatch Books. стр. 208. ISBN 978-1570612152.
- Gen. Thomas James. Three Years Among the Indians and Mexicans. ISBN 978-1985208711.
- Gilman, Carolyn (2003). Lewis and Clark: Across the Divide. Washington, D.C.: Smithsonian Books. ISBN 978-1588340993.
- Schmidt, Thomas (2002). National Geographic Guide to the Lewis & Clark Trail.  978-0-7922-6471-2.
- Tubbs, Stephenie Ambrose (2008). Why Sacagawea Deserves the Day Off and Other Lessons from the Lewis and Clark Trail. University of Nebraska Press. Архивирано из оригинала 06. 03. 2016. г. Приступљено 22. 12. 2019.
- Wheeler, Olin Dunbar (1904). The Trail of Lewis and Clark, 1804–1904: A Story of the Great Exploration Across the Continent in 1804–6. New York: G.P. Putnam's Sons. стр. 377.

## Spoljašnje veze
- „National Archives photos dating from the 1860s–1890s of the Native cultures the expedition encountered”. Архивирано из оригинала 12. 2. 2008. г.